# Temporada de furacões no oceano Atlântico de 1991
A temporada de furacões no oceano Atlântico de 1991  foi um evento no ciclo anual de formação de ciclones tropicais. A temporada de furacões começou oficialmente em 1 de junho, e terminou em 30 de novembro. Foi o menos ativo em quatro anos devido ao cisalhamento do vento mais alto do que o normal no Oceano Atlântico. A primeira tempestade, Ana, surgiu em 2 de julho ao largo do sudeste dos Estados Unidos e se dissipou sem causar efeitos significativos. Duas outras tempestades tropicais na temporada - Danny e Erika - não afetou significativamente a terra. Danny dissipou-se a leste das Pequenas Antilhas e Erika passou pelos Açores antes de se tornar extratropical. Além disso, havia quatro depressões tropicais não desenvolvidas. A segunda depressão da temporada atingiu o México com chuvas significativas.
A tempestade mais significativa da temporada foi o furacão Bob, que na época estava entre os dez furacões mais caros dos Estados Unidos. Depois de passar pelos Outer Banks da Carolina do Norte e Long Island, em Nova York, o furacão atingiu Rhode Island. Causou $ 1,5 mil milhões em danos (1991 USD), principalmente em Massachusetts, e 17 fatalidades. O furacão mais forte da temporada foi Claudette, que atingiu o pico de ventos de 210 km/h (130 mph) perto das Bermudas. Passou perto da ilha, mas não causou nenhum dano. Fabian foi a única tempestade tropical a se mover sobre ou perto de Cuba ou Flórida, produzindo fortes chuvas, mas nenhum dano. O furacão Grace, a última tempestade nomeada da temporada, forneceu a energia que levou ao desenvolvimento de um poderoso nordeste conhecido como Tempestade Perfeita. Originário de uma tempestade extratropical, a Tempestade Perfeita se intensificou enquanto se movia para o oeste em direção à Nova Inglaterra, deixando $ 200 milhões em danos e causando danos costeiros de Porto Rico à Flórida e ao norte através do Canadá. Mais tarde, a transição para um furacão sobre a Corrente do Golfo, finalmente se dissipando sobre a Nova Escócia em 2 de novembro.

## Previsões sazonais
Antes do início da temporada, o especialista em furacões William M. Gray divulgou a sua previsão para a atividade do ano, uma prática anual que começou em 1984. No início de abril, Gray antecipou uma temporada "amena" com menos de dez tempestades tropicais, das quais menos de seis se tornariam furacões. No final daquele mês, o Weather Research Center previu dez tempestades nomeadas e seis furacões, dos quais cinco se tornariam grandes furacões, enquanto três atingiriam os Estados Unidos. No início de junho, Gray divulgou um relatório atualizado que previa a formação de oito tempestades tropicais, quatro furacões e um grande furacão. O total revisado de junho foi muito próximo da atividade real da temporada, com exceção da previsão de um grande furacão a menos. No entanto, uma revisão posterior em agosto previu incorretamente menos atividade, quando Gray previu sete tempestades e três furacões.

## Resumo sazonal
A atividade geral em 1991 estava abaixo do normal. Isso foi parcialmente devido à diminuição da ciclogênese tropical das ondas tropicais africanas, que são cavados que se movem através do oceano com convecção associada. Na maioria das estações, a maioria das tempestades se desenvolve a partir de ondas tropicais. Dos doze ciclones tropicais da estação, apenas cinco se originaram de ondas tropicais; além disso, apenas três das oito tempestades tropicais eram de ondas tropicais e nenhuma tinha as características de um furacão do tipo Cabo Verde. Do final de abril ao final de novembro, houve 73 ondas tropicais que saíram da costa oeste da África. O total foi superior à média, embora muitos deles estivessem mal definidos e tivessem pouca atividade de tempestades. As ondas atravessaram o Oceano Atlântico mais ao sul do que o normal, normalmente não se tornando ativas por convecção até se moverem pelo norte da América do Sul. A ciclogênese também foi suprimida por cisalhamento do vento maior do que o normal, bem como por baixas quantidades de chuva em todo o Sahel. Também não houve tempestades tropicais no Golfo do México pela terceira vez no século XX, depois de 1927 e 1962. A estação produziu doze depressões tropicais, que foi a mais baixa em cinco anos. As oito tempestades tropicais foram a menor quantidade em quatro anos. Quatro das tempestades se transformaram em furacões, embora pela primeira vez em mais de 24 anos, nenhum dos furacões teve origem em ondas tropicais.
A atividade da estação foi refletida com uma classificação da energia ciclônica acumulada (ECA) de 36. ECA é, em termos gerais, uma medida da força do furacão multiplicada pela duração de sua existência, portanto, tempestades que duram muito tempo, assim como furacões particularmente fortes, têm ECAs altos. ECA é calculado apenas para alertas completos em sistemas tropicais em ou superior a 34 nós (39 mph, 63 km/h) ou intensidade de tempestade tropical. Embora oficialmente os ciclones subtropicais estejam excluídos do total, a figura acima inclui períodos em que as tempestades estavam em uma fase subtropical.

## Sistemas

### Tempestade tropical Ana
A primeira tempestade da temporada foi Ana, que se originou de uma baixa de núcleo frio que persistiu a leste de Jacksonville, Flórida, em 25 de junho. O sistema movia-se no sentido horário em torno de um anticiclone localizado na Flórida. A baixa do núcleo frio desenvolveu-se gradualmente para a superfície, e em 29 de junho, uma área de baixa pressão formada dentro de uma cavado de superfície sobre as Bahamas. Ele se moveu para o oeste no sul da Flórida, deixando cair fortes chuvas ao longo de seu caminho. Punta Gorda registou um pico em todo o estado de 200 mm (7.86 in) de precipitação. A baixa deslocou-se para noroeste e depois curvou-se para nordeste, saindo para o Oceano Atlântico perto de Saint Augustine no início de 2 de julho. Embora tenha sido inicialmente desorganizado à medida que se movia para o mar, a convecção rapidamente se desenvolveu na organização, e por volta de 1800 UTC daquele dia, havia evoluído para a Depressão Tropical Um a cerca de 137 km (85 mi) ao sul de [[Charleston (Carolina do Sul)|Charleston, Carolina do Sul].
À medida que a depressão moveu-se para nordeste paralela à costa sudeste dos Estados Unidos, caiu chuvas leves, embora partes da Virgínia registassem mais de 130 mm (5 in). No final de 3 de julho, uma bóia relatou ventos sustentados de 61 km/h (38 mph) durante um período de oito minutos e meio. Como resultado, o National Hurricane Center atualizou a depressão para a tempestade tropical Ana. A tempestade acelerou de leste a nordeste em direção a uma zona frontal estagnada, entrando em uma área de aumento de cisalhamento do vento. Apesar dessas condições hostis, Ana fortaleceu-se ligeiramente, atingindo ventos de pico de 80 km/h (50 mph). Movendo-se sobre águas mais frias e interagindo com a zona frontal, a circulação tornou-se ampla à medida que as tempestades diminuíram. Em 5 de julho, Ana tornou-se extratropical no norte do Oceano Atlântico por volta de 680 mi (1.090 km) ao sul de Cabo Race.

### Depressão tropical Dois
Uma onda tropical emergiu na costa da África em 20 de junho, e nenhum desenvolvimento significativo ocorreu até que se tornou a Depressão Tropical Dois no Golfo do México ocidental em 5 de julho. Em seu primeiro aviso, um alerta de tempestade tropical foi emitido de Baffin Bay, Texas, ao sul de Tampico, Tamaulipas. Perto da costa do México, a depressão atingiu seu pico de intensidade com ventos de 56 km/h (35 mph) e uma pressão mínima de 1,007 mbar (29.7 inHg). Sem se intensificar ainda mais, a Depressão Tropical Dois atingiu a costa perto de La Pesca, Tamaulipas, em 6 de julho. O Centro Nacional de Furacões emitiu o parecer final em 7 de julho, embora a circulação tenha persistido até 9 de julho a sudoeste do Texas. A depressão teve apenas impactos menores no México e no Texas, além das chuvas. A precipitação foi mais forte no estado de San Luis Potosí, onde o pico de chuva atingiu o pico de 44,400 mm (1,747 in) em Tamazunchale.

### Furacão Bob
O furacão afetou primeiro as Carolinas, gerando quatro tornados confirmados e nove não confirmados na Carolina do Norte. Uma pessoa morreu na Carolina do Norte e na Carolina do Sul, e cerca de 10% das casas em Outer Banks sofreram pequenos danos no telhado. À medida que a tempestade subia pela costa, fortes chuvas caíam no lado oeste do centro. Ventos fortes deixaram 300.000 pessoas sem energia em Long Island. No vizinho Connecticut, ventos fortes derrubaram árvores em toda a região, com danos mais pesados na porção sudeste perto da costa. Os danos foram maiores quando Bob fez sua aterrissagem final, com rajadas de vento de 169 km/h (105 mph) relatado em Block Island, Rhode Island. O furacão produziu extensa erosão nas praias que destruiu as estradas costeiras do estado. O dano monetário foi maior em Massachusetts, e ao longo do caminho de Bob pelo sudeste da Nova Inglaterra, mais de 60% das pessoas ficaram sem energia. As marés altas e os ventos fortes destruíram barcos e casas ao longo da costa de Massachusetts. A chuva mais forte do furacão caiu no Portland International Jetport, no Maine, onde 209 mm (8.24 in) caiu durante a sua passagem. Nos Estados Unidos, os danos totalizaram US$ 1,5 mil milhões (1991 USD), incluindo mais de $ 1 mil milhões em Massachusetts. O alto total de danos fez de Bob um dos dez furacões mais caros dos Estados Unidos na época. Além disso, havia 15 fatalidades no país. No Canadá, ondas altas mataram duas pessoas. Em Fredericton, Novo Brunswick, a força da tempestade tropical derrubou árvores e linhas de energia.

### Depressão tropical Quatro
Uma das poucas ondas tropicais vigorosas da temporada emergiu da costa ocidental da África com uma grande área de convecção no final de agosto. Em 24 de agosto evoluiu para uma depressão tropical perto de Cabo Verde. Na primeira formação, a depressão tinha uma área circular de convecção próxima ao centro. Foi inicialmente bem organizado, mas não se esperava que a depressão se intensificasse devido às temperaturas marginais da água; ciclones tropicais geralmente requerem águas quentes para se desenvolverem. Em 25 de agosto, o sistema perdeu muito de sua convecção profunda, e em 26 de agosto a depressão dissipou-se para oeste-sudoeste das ilhas de Cabo Verde.

### Depressão tropical Cinco
Mais ou menos na mesma época em que o sistema anterior se dissipou, outra onda tropical atingiu a costa da África em 26 de agosto. Em 28 de agosto formou-se em uma depressão tropical de cerca de 900 km (560 mi) sudoeste de Cabo Verde. Ao se desenvolver, a depressão teve uma pequena área de convecção com uma faixa de chuva em espiral, e o NHC previu um fortalecimento lento para o status de tempestade tropical. Com uma crista ao norte, a depressão manteve uma trilha geral para o oeste. No final da sua progressão, a depressão falhou em se organizar de forma significativa. Em 29 de agosto, tinha uma circulação ampla e mal organizada, apenas com convecção esparsa. Devido às temperaturas frias da água, o sistema foi incapaz de manter uma convecção profunda, e em 31 de agosto a depressão degenerou em uma onda tropical de cerca de 640 km (400 mi) a leste das Pequenas Antilhas.

### Furacão Claudette
As origens de Claudette não eram tropicais, desenvolvendo-se em 4 de setembro cerca de 1,050 km (650 mi) a sudeste das Bermudas de uma perturbação de nível superior. Após sua formação, desenvolveu-se lentamente enquanto se movia para sudoeste, e em 5 de setembro intensificou-se na tempestade tropical Claudette. As condições eram favoráveis para o desenvolvimento, com baixo cisalhamento do vento e um grande anticiclone fornecendo vazão, ou o fluxo de vento para fora de uma tempestade. Em 6 de setembro às 6h UTC, Claudette atingiu o status de furacão. Ele sofreu uma rápida intensificação, e no início de 7 de setembro, um voo de reconhecimento relatou que Claudette atingiu o status de grande furacão com ventos de 185 km/h (115 mph). Com base em estimativas de satélite, o furacão Claudette atingiu seu pico de intensidade com ventos de 210 km/h (130 mph) e uma pressão mínima de 944 mbar (27.9 inHg).
Após atingir o pico, Claudette começou a enfraquecer constantemente. Naquela época, um Alerta de furacão foi emitido para a ilha de Bermuda, que mais tarde foi atualizado para um Aviso. O furacão virou para noroeste, passando por 219 km (136 mi) leste das Bermudas como uma furacão de categoria 1 em 8 de setembro. Os ventos na ilha atingiram o pico em 37 km/h (23 mph), com rajadas de até 51 km/h (32 mph), e as ondas atingiram até 2.4 m (8 ft) de altura. Em 10 de setembro, Claudette enfraqueceu para o status de tempestade tropical conforme acelerou para o leste. No dia seguinte piorou ainda mais para o estado de depressão tropical e, no dia seguinte, Claudette tornou-se extratropical para o sudoeste dos Açores. Persistiu mais dois dias até dissipar-se nos Açores.

### Tempestade tropical Danny
Uma das ondas tropicais mais vigorosas da temporada (que também levou à formação do furacão Jimena no Pacífico oriental) foi observada pela primeira vez na África Ocidental em 2 de setembro. Três dias depois, emergiu da costa em Dacar, movendo-se para o Oceano Atlântico tropical com bandas de chuva ao redor de sua convecção. No início de 7 de setembro, o sistema organizou-se em Tropical Depressão Sete a cerca de 480 km (300 mi) sul-sudoeste de Cabo Verde. Ao se desenvolver, a depressão teve ampla circulação, localizada em ambiente geralmente favorável à intensificação. Com uma forte crista ao norte, a depressão seguia continuamente para o oeste. Depois de permanecer uma depressão tropical por cerca de 36 horas, o sistema ficou mais bem organizado e desenvolveu recursos de bandas bem definidos. Com base nas estimativas de intensidade do satélite, o NHC o atualizou para a tempestade tropical Danny em 8 de setembro.
Ao se tornar uma tempestade tropical, previa-se apenas um fortalecimento lento, devido à presença de um cavado superior a oeste. A tempestade atingiu o pico de ventos de 80 km/h (50 mph), que manteve por cerca de 36 horas. Em 10 de setembro atingiu seu máximo organizacional após desenvolver um nublado central denso. Mais tarde naquele dia, uma baixa altitude de nível superior aumentou o cisalhamento do vento sobre a tempestade, que expôs a circulação da convecção profunda. Conforme Danny se aproximava das Pequenas Antilhas, ela enfraqueceu para o status de depressão tropical em 11 de setembro. Mais tarde naquele dia, um voo do Hurricane Hunters não conseguiu localizar uma circulação fechada, o que indicava que Danny degenerou em uma onda tropical de cerca de 240 km (150 mi) leste das Pequenas Antilhas. Os remanescentes seguiram para o noroeste e depois para o norte antes de serem absorvidos por um sistema frontal.

### Tempestade tropical Erika
A origem da tempestade tropical Erika veio de uma onda tropical que saiu da costa da África em 2 de setembro. Seguiu para noroeste, passando por Cabo Verde no dia seguinte. O sistema teve a maioria das tempestades ao longo da porção sul da onda, pois manteve uma grande circulação de baixo nível. Tempestades começaram a se desenvolver em 7 de setembro, e o sistema organizou-se na Depressão Tropical Oito no dia seguinte, cerca de 1,480 km (920 mi) a nordeste das Pequenas Antilhas; ao mesmo tempo, estava localizado a meio caminho entre o furacão Claudette e a tempestade tropical Danny. Inicialmente, o centro foi difícil de localizar em imagens de satélite, mas apesar da proximidade com Claudette, as condições eram geralmente favoráveis para a intensificação. No final de 9 de setembro, a depressão tornou-se muito mais bem organizada, e com base em estimativas de satélite, o NHC a atualizou para a tempestade tropical Erika.
Ao se tornar uma tempestade tropical, Erika começou a se mover para o nordeste. Houve uma incerteza inicial se Erika ou Claudette próxima se tornaria o sistema dominante por meio de sua interação. Em 10 de setembro, a tempestade desenvolveu um nublado central denso ao atingir seu pico de ventos de 97 km/h (60 mph). Ele acelerou para leste-nordeste em direção aos Açores ao longo da periferia norte de um cume, interagindo brevemente com Claudette. Em 11 de setembro, a convecção havia diminuído, deixando o centro exposto enquanto Erika passava pela transição extratropical. Pouco depois passou pelos Açores, atingindo a Ilha de São Miguel. Perto da Ilha de Santa Maria relatou ventos de força de tempestade tropical com rajadas de 108 km/h (67 mph), levando ao fechamento do campo de aviação por várias horas. Em 12 de setembro, Erika enfraqueceu para uma depressão tropical antes de completar a transição para um ciclone extratropical. Ele se dissipou mais tarde naquele dia.

### Tempestade tropical Fabian
A tempestade tropical Fabian se desenvolveu em 15 de outubro no oeste do Caribe a partir da interação de uma frente fria e uma onda tropical. Inicialmente, a tempestade estava desorganizada, com seus ventos mais fortes localizados principalmente a leste do centro. Um cavado de nível superior movendo-se para o leste deu-lhe um movimento de nordeste, bem como cisalhamento do vento desfavorável. Depois de atingir o pico de ventos de 72 km/h (45 mph), Fabian cruzou a Ilha da Juventude antes de cruzar o oeste de Cuba. Lá, caiu fortes chuvas, incluindo 130 mm (5 in) em um período de seis horas em um local. No início de 16 de outubro, o centro estava se tornando difícil de localizar conforme Fabian se movia pelo Estreito da Flórida. Ele passou a sudeste da costa da Flórida, levando ao fechamento de dois parques estaduais e caindo 106 mm (4.19 in) de precipitação em Conch Key. Os efeitos foram mínimos, com rajadas de ventos de 51 km/h (32 mph) em Key West. A tempestade mais tarde atingiu as Bahamas e tornou-se extratropical ao interagir com uma frente que se aproximava.

### Depressão tropical Dez
Uma onda tropical atingiu a costa da África em 19 de outubro. Movendo-se para o oeste, desenvolveu uma circulação fraca em 23 de outubro. Apesar da presença de forte cisalhamento, o sistema foi atualizado para uma depressão tropical às 2200 UTC em 24 de outubro cerca de 1,800 km (1,100 mi) a leste das Pequenas Antilhas. Isso foi baseado em uma classificação de 1,5 na técnica de Dvorak, que é um método de estimar a intensidade de ciclones tropicais via satélite. Na época de desenvolvimento, a depressão tinha uma pequena área de convecção próxima e a leste do centro e, devido ao cisalhamento do vento, não se esperava que ela se intensificasse. Em 25 de outubro, a circulação havia se dissociado da convecção. A depressão se dissipou logo em seguida, sem afetar a terra.

### Furacão Grace
Em 23 de outubro, uma baixa de nível médio formou-se ao sul das Bermudas. Dois dias depois, havia se tornado um ponto baixo da superfície, e em 26 de outubro evoluiu para uma tempestade subtropical. O sistema foi rotulado como tal devido à falta inicial de convecção profunda sobre o centro, embora após um aumento nas tempestades o NHC o tenha reclassificado como Tempestade Tropical Grace no final de 27 de outubro. Naquela época, a tempestade tinha tomado um trajeto geralmente para o noroeste. Grace continuou a se intensificar e organizar, e com base nos relatórios do Hurricane Hunter, a tempestade foi transformada em furacão no início de 28 de outubro. Pouco depois, Grace virou bruscamente para o leste devido à influência de um ciclone extratropical que se intensificou rapidamente na costa da Nova Inglaterra. Um olho se desenvolveu no centro da Grace, apesar da convecção superficial.
À medida que o furacão acelerou para o leste, atingiu uma intensidade de pico de 160 km/h (100 mph) em 29 de outubro. O movimento rápido causou uma assimetria no campo de vento, e o centro passou aproximadamente a 80 km (50 mi) ao sul das Bermudas sem afetar significativamente a ilha. Uma frente fria que se aproximava rapidamente absorveu Grace em 29 de outubro, contribuindo com humidade para a tempestade extratropical em desenvolvimento que mais tarde ficou conhecida como Tempestade Perfeita. Como um ciclone tropical, Grace produziu condições turbulentas nas Bermudas, mas nenhum dano foi relatado. O furacão gerou grandes ondas ao longo da costa leste dos Estados Unidos, causando pequena erosão na praia.

### Furacão Doze (A Tempestade Perfeita)
As origens da Tempestade Perfeita vieram de uma área de baixa pressão que se desenvolveu ao largo do Atlântico Canadá em 28 de outubro. Ele se moveu para o sul e para o oeste como um ciclone extratropical devido a uma crista ao norte, e atingiu seu pico de intensidade. A tempestade atingiu a costa Leste dos Estados Unidos com ondas altas e inundações costeiras, antes de virar para sudoeste e enfraquecer. Movendo-se sobre águas mais quentes, o sistema fez a transição para um ciclone subtropical antes de se tornar uma tempestade tropical. Ele executou um loop fora dos estados do Médio-Atlântico e virou em direção ao nordeste. Em 1 de novembro o sistema evoluiu para um furacão com ventos de pico de 121 km/h (75 mph). O sistema tropical enfraqueceu, atingindo a Nova Escócia como uma tempestade tropical antes de se dissipar.
Os danos totalizaram mais de $ 200 milhões (1991 USD) e o número de mortos foi de treze. A maior parte dos danos ocorreu enquanto a tempestade era extratropical, após ondas de até 30 ft (9.1 m) atingirem a costa do Canadá à Flórida e ao sudeste até Porto Rico. Em Massachusetts, onde os danos foram mais graves, mais de 100 casas foram destruídas ou severamente danificadas. Ao norte, mais de 100 casas foram afetadas no Maine, incluindo a casa de férias de George HW Bush, o presidente na época. Mais de 38.000 as pessoas ficaram sem energia e ao longo da costa as ondas fortes inundaram estradas e edifícios. Em partes da Nova Inglaterra, os danos foram piores do que os do furacão Bob dois meses antes. No entanto, além das inundações das marés ao longo dos rios, os efeitos da tempestade foram principalmente ao longo da costa. Uma bóia na costa da Nova Escócia relatou uma altura de onda de 307 m (1,007 ft), a maior já registada nas águas offshore da província. No meio da tempestade, o Andrea Gail afundou, ceifando a vida de sua tripulação de seis, que mais tarde inspirou o livro e também o filme The Perfect Storm. Na costa de Nova Iorque, um helicóptero da Guarda Costeira ficou sem combustível e caiu e, embora quatro membros de sua tripulação tenham sido resgatados, um morreu. Duas pessoas morreram depois que seu barco afundou em Staten Island. Ondas altas levaram uma pessoa à morte em Rhode Island, e outra pessoa foi derrubada de uma ponte em Nova York. O ciclone tropical que se formou no final da duração da tempestade causou pouco impacto, limitado a cortes de energia e estradas escorregadias; uma pessoa foi morta na Terra Nova em um acidente de trânsito relacionado à tempestade. Se a tempestade tivesse um nome, ela teria recebido o nome de Henri.

## Nomes de tempestade
A lista abaixo mostra os nomes que apareceram na lista de nomes de ciclones tropicais na bacia do Atlântico em 1991. Embora a Tempestade Perfeita posteriormente tenha evoluído para um furacão, que poderia ter sido chamado de "Henri", o Centro Nacional de Furacões o deixou sem nome devido aos grandes danos e ao interesse da mídia na tempestade extratropical predecessora. Posteriormente, recebeu o nome de Tempestade Perfeita após uma conversa entre o previsor do Serviço Meteorológico Nacional de Boston, Robert Case, e o autor Sebastian Junger. Os nomes não retirados desta lista em 1991 apareceram novamente na lista de nomes para a temporada de 1997. Esta é a mesma lista usada para a temporada de 1985, com exceção dos nomes Erika e Grace, que substituíram os nomes Elena e Gloria após a temporada de 1985, e foram usados pela primeira vez em 1991. Os nomes que não foram atribuídos são marcados em cinzento.
| - Ana - Bob - Claudette - Danny - Erika - Fabian - Grace | - Henri (sem usar) - Isabel (sem usar) - Juan (sem usar) - Kate (sem usar) - Larry (sem usar) - Mindy (sem usar) - Nicholas (sem usar) | - Odette (sem usar) - Peter (sem usar) - Rose (sem usar) - Sam (sem usar) - Teresa (sem usar) - Victor (sem usar) - Wanda (sem usar) |

### Aposentadoria
Em sua reunião na primavera de 1992, a Organização Meteorológica Mundial retirou o nome Bob da lista acima devido ao seu alto impacto. O nome que o substituiu na lista de nomes da temporada de 1997 foi Bill.

## Efeitos sazonais
Esta é uma tabela de todas as tempestades que se formaram na temporada de furacões no oceano Atlântico de 1991. Inclui sua duração, nomes, landfall (s) - denotado por nomes de locais em negrito - danos e totais de morte. As mortes entre parênteses são adicionais e indiretas (um exemplo de morte indireta seria um acidente de trânsito), mas ainda estavam relacionadas a essa tempestade. Danos e mortes incluem totais enquanto a tempestade era extratropical, uma onda ou uma baixa, e todos os números de danos são em 1991 USD.
| Escala de Furacões de Saffir-Simpson |    |    |   |   |   |   |   |
| DT                                   | TS | TT | 1 | 2 | 3 | 4 | 5 |

| Ana                   | 2 de julho – 5             | Tempestade tropical | 85 (50)   | 1000 | Carolina do Sul, Flórida, Sudoeste dos Estados Unidos                                                   | Menor             | Nenhum |  |
| Dois                  | 5 de julho – 7             | Depressão tropical  | 55 (35)   | 1003 | México                                                                                                  | Desconhecido      | Nenhum |  |
| Bob                   | 16 de agosto – 20          | Furacão categoria 3 | 185 (115) | 950  | Carolina do Norte, Médio Atlântico, Nova Inglaterra, Províncias atlânticas do Canadá, Península Ibérica | $1.47 mil milhões | 15 (2) |  |
| Quatro                | 24 de agosto – 26          | Depressão tropical  | 55 (35)   | 1009 | none | Nenhum            | Nenhum |  |
| Cinco                 | 28 de agosto – 31          | Depressão tropical  | 55 (35)   | 1009 | none | Nenhum            | Nenhum |  |
| Claudette             | 4 de setembro – 14         | Furacão categoria 4 | 215 (130) | 944  | Bermuda                                                                                                 | Menor             | Nenhum |  |
| Danny                 | 7 de setembro – 11         | Tempestade tropical | 85 (50)   | 998  | none | Nenhum            | Nenhum |  |
| Erika                 | 8 de setembro – 12         | Tempestade tropical | 95 (60)   | 997  | none | Nenhum            | Nenhum |  |
| Fabian                | 15 de outubro – 16         | Tempestade tropical | 75 (45)   | 1002 | Cuba, Flórida                                                                                           | Menor             | Nenhum |  |
| Dez                   | 24 de outubro – 25         | Depressão tropical  | 45 (30)   | 1009 | none | Nenhum            | Nenhum |  |
| Grace                 | 25 de outubro – 29         | Furacão categoria 2 | 165 (105) | 980  | none | Nenhum            | Nenhum |  |
| Tempestade Perfeita   | 31 de outubro – 2 novembro | Furacão categoria 1 | 120 (75)  | 972  | Costa Leste dos Estados Unidos, Províncias atlânticas do Canadá                                         | $200 milhões      | 13     |  |
| Agregado da temporada |                            |                     |           |      | |                   |        |  |
| 11 sistemas           | 2 de julho – 2 novembro    |                     | 215 (130) | 946  | | ~$1.7 mil milhões | 30     |  |